# 소라이아 샤베스
소라이아 샤베스(Soraia Chaves, 1982년 6월 22일 ~ )는 포르투갈의 배우, 모델이다. 2008 포르투갈 골든글로브 여우주연상 수상자이다.

## 출연 작품
- 러시안 레드 (2016)
- 나폴레옹 토레스전투 (2012)
- 뷰티 앤 더 파파라초 (2010)
- 콜 걸 (2007)